# Древесинники
Древеси́нники (лат. Trypodendron) — род жуков подсемейства короедов. Обитают в Евразии и Северной Америке.

## Описание
Блестяще чёрные или бурые жуки длиной тела 2,8–4,1 мм. Переднеспинка сильно выпуклая похожая на капюшон. На передней стороне имеются зубцы. Усики с не расчленённой булавой. В кишечнике развиваются симбиотические грибы рода, которые способны разрушать древесину, потребляемую жуками.

## Классификация
Голарктический род, насчитывающий по разным оценкам от 13 до 30 видов.
- Trypodendron domesticum (Linnaeus, 1758)
- Trypodendron laeve (Eggers, 1939)
- Trypodendron lineatum (Olivier, 1795)
- Trypodendron signatum (Fabricius, 1787)